# 嬉野郵便局
嬉野郵便局（うれしのゆうびんきょく）
- 佐賀県嬉野市にある郵便局。本記事にて記述する。
- 三重県松阪市にある郵便局。局番号は22274。

嬉野郵便局（うれしのゆうびんきょく）は佐賀県嬉野市にある郵便局。民営化前の分類では集配普通郵便局であった。

## 概要
住所：〒843-0399 佐賀県嬉野市嬉野町大字下宿乙2202-13
民営化直前の集配業務再編において、多くの集配普通郵便局は統括センターとなったが、当局は配達センターとされたため、民営化後も郵便事業株式会社の支店は併設されず、集配センターが併設された。

### 分室
分室はなし。過去に存在した分室は以下のとおり。
- 屯城分室 - 国立嬉野病院内に設置されていた。1955年（昭和30年）に廃止。

## 沿革
- 1872年1月14日（明治4年12月5日） - 嬉野郵便取扱所として開設[1]。
- 1875年（明治8年）1月1日 - 嬉野郵便局（五等）となる。
- 1883年（明治16年）6月1日 - 為替・貯金取扱を開始。
- 1893年（明治26年）2月16日 - 嬉野郵便電信局となる。
- 1903年（明治36年）4月1日 - 通信官署官制の施行に伴い嬉野郵便局となる。
- 1955年（昭和30年）3月1日 - 屯城分室を廃止[2]。
- 1957年（昭和32年）3月1日 - 電話交換事務の取扱を嬉野電報電話局に移管。
- 1965年（昭和40年）12月1日 - 特定郵便局から普通郵便局に局種別改定。
- 1967年（昭和42年）10月8日 - 和文電報配達、欧文電報受付・配達、国際電報受付・配達の各業務を嬉野電報電話局に移管。
- 1971年（昭和46年）7月 - 局舎新築落成。
- 2000年（平成12年）8月14日 - 外国通貨の両替および旅行小切手の売買に関する業務取扱を開始。
- 2007年（平成19年）10月1日 - 民営化に伴い、併設された郵便事業武雄支店嬉野集配センターに一部業務を移管。
- 2012年（平成24年）10月1日 - 日本郵便株式会社の発足に伴い、郵便事業武雄支店嬉野集配センターを嬉野郵便局に統合。

## 取扱内容
- 郵便、印紙、ゆうパック、内容証明
- 貯金、為替、振替、振込、国際送金、外貨両替・トラベラーズチェック、国債、投資信託
- 生命保険、バイク自賠責保険、自動車保険
- 宝くじの販売
- ゆうちょ銀行ATM
- 嬉野市内の一部地域の集配業務

## 周辺
- 嬉野温泉
- 嬉野市役所 嬉野総合支所
- 嬉野市体育館
- 国立病院機構嬉野医療センター
- 塩田川

## アクセス
- JR九州バス 嬉野バスセンター（祐徳バス、西肥バス、九州急行バス 嬉野温泉バスセンター）から徒歩約3分
- 長崎自動車道 嬉野ICから南東へ約1.5km
- 国道34号沿い
- 駐車場あり：10台